# Last Dance (Album)

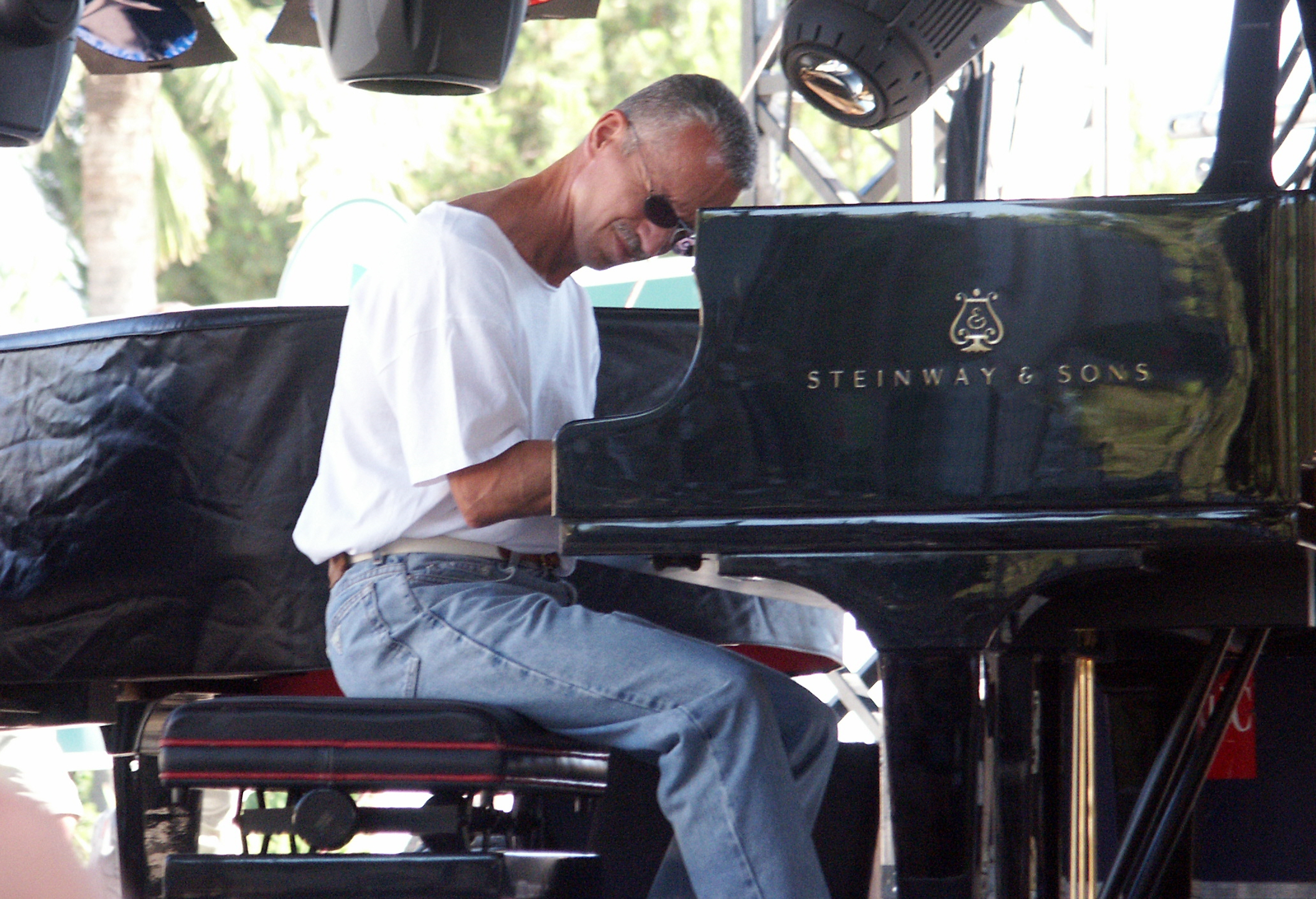
Keith Jarrett (2003)

Last Dance ist ein Musikalbum von Keith Jarrett und Charlie Haden. Es wurde im März 2007 in Jarretts zu einem Heimstudio umgebauter Scheune in Oxford (New Jersey) aufgenommen und im Juni 2014 von ECM veröffentlicht, einen Monat vor Hadens Tod am 11. Juli 2014.

## Das Album
Die erneute Zusammenarbeit mit dem Bassisten Charlie Haden 2007 knüpfte an Keith Jarretts amerikanisches Quartett (mit Charlie Haden, Paul Motian und Dewey Redman) an, mit dem er in den 1970er-Jahren LPs wie Treasure Island (Impulse! Records), The Survivors’ Suite (ECM, 1976) oder Bop Be (Impulse!, 1977) aufgenommen hatte. In den folgenden Jahren hatten die beiden Musiker nicht zusammen aufgenommen und trafen erst bei Aufnahmen zu Reto Cardiffs Film über den Bassisten, Rambling Boy (2009), erneut aufeinander.
Die Aufnahmen zu dem Album entstanden in der gleichen Zeit wie die zu dem ECM-Album Jasmine, das bereits im Jahr 2010 auf ECM erschien und auch schon einen Take des Songs Where Can I Go Without You enthielt. Bald nach den Aufnahmen 2007 machte der Ausbruch des Post-Polio-Syndroms es Haden weitgehend unmöglich, als aktiver Musiker tätig zu sein. Zum nun vorgelegten Material der Session gehörten Jazzstandards, in der Mehrzahl Liebeslieder des Great American Songbook wie My Old Flame, It Might as Well Be Spring, Everything Happens to Me, Every Time We Say Goodbye sowie zwei in schnellerem Tempo vorgetragene Nummern, die Bud-Powell-Komposition Dance of the Infidels und Thelonious Monks Klassiker ’Round Midnight. Das Album schließt mit Goodbye von Gordon Jenkins; letzteres hatte Haden mit seinem Quartet West 1991 schon einmal (für das Album Haunted Heart) eingespielt.

Haden und Jarrett spielten das durch Benny Goodman bekannte Thema von Goodbye hier „langsamer, aber mehr emotional nachklingend“. Monks ’Round Midnight hatte Jarrett bereits mehrfach mit seinem Trio gespielt; „hier wird es mit einem kuriosen, fast seltsam anmutendem Intro angeboten.“ Everything Happens to Me wird eher im Up tempo interpretiert; Hadens „wuchtiger Ton und unfehlbarer Swing“ ergänze Jarretts songähnliche Klavierkunst in Melodie und Solo.

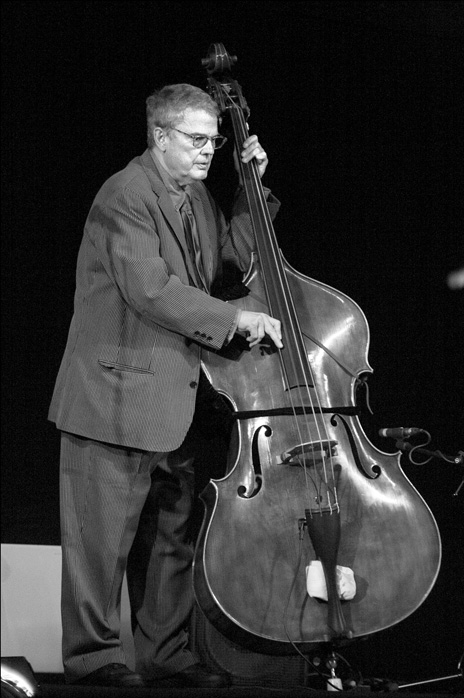
Charlie Haden, 2007

Jarrett meinte zu der Zusammenarbeit mit Haden: „Wenn wir zusammenspielen, dann ist es, wie wenn zwei Menschen miteinander singen.“ Haden wiederum sagte über beider Erkundung von Melodien und Liedtexten: „Keith hört wirklich hin, und ich höre auch hin. Das ist das Geheimnis. Es geht um das Hören.“

## Titelliste
- Keith Jarrett/Charlie Haden: Last Dance (ECM 2399 (378 0524))

1. My Old Flame (Sam Coslow/Arthur Johnston) -10:19
2. My Ship (Ira Gershwin/Kurt Weill) -9:37
3. Round Midnight (Thelonious Monk/Cootie Williams) -9:34
4. Dance of the Infidels (Bud Powell) -4:23
5. It Might as Well Be Spring (Oscar Hammerstein II/Richard Rodgers) -11:55
6. Everything Happens to Me (Thomas Adair/Matt Dennis) – 7:13
7. Where Can I Go Without You (Peggy Lee/Victor Young) -9:33
8. Every Time We Say Goodbye (Cole Porter) -4:25
9. Goodbye (Gordon Jenkins) -9:08

## Rezeption
Die Neue Zürcher Zeitung hob hervor:

„Die Partner mochten die Kompositionen – alte, eher selten gespielte Standards – nicht groß variieren, dekonstruieren. Sie liessen sich auf die musikalische Vorgabe quasi wie auf ein momentanes Schicksal ein. Statt die Stücke zu verfremden, verklären sie diese. Damit liegt die Konzentration auf der Intensität von Stimmung und Klang.“

Die Zeitschrift Jazz thing schrieb: „Wie Jarrett im Intro das wohl bekannteste Thema aus der Feder des Bop-Exzentrikers Thelonious Monk kaleidoskopartig gliedert, die Segmente in die Improvisation einbringt und erst zum Abschluss das Thema zelebriert, zeugt von der leidenschaftlichen Auseinandersetzung mit dessen sperriger Attraktivität.“
Thom Jurek schrieb im Allmusic,

„Die beiden übertreiben nichts; die Musik steht für sich selbst. Sie entspannen sich bei ihrem schönen Spiel, in dem Andeutungen, Eingebungen und Bezüge zur populären Musik den Raum überbrücken. Last Dance ist eine notwendige Ergänzung zu Jasmine, und es untermauert den souveränen, reifen, gewinnenden und eloquenten Vortrag in einer kanonischen Sprache, die diese beiden Jazzmeister teilen.“

John Kelman schrieb in All About Jazz, Last Dance gehöre mit Jasmine zu Jarretts schönsten und intimsten Aufnahmen, und die beiden würden trotz der dreißigjährigen Unterbrechung ihrer musikalischen Partnerschaft derart zusammen spielen, dass die Zeit stillstehe und als wäre keine Sekunde seit ihrer letzten Zusammenarbeit verstrichen.
Der Kritiker von Le Soir, der dem Album vier Sterne verlieh, bezeichnete die Platte als „magisch, verzaubernd, ganz klar“. Angesichts des schlechten Gesundheitszustands sei der Titel des Albums vorausahnend gewesen.
Der Kritiker der London Jazz News fühlt sich an ähnliche Piano-Bass-Duette von Hank Jones, Paul Bley, Denny Zeitlin, John Taylor und Chris Anderson; zu Jarretts wenigen eigenen Versuche in dieser Richtung gehöre eine Session mit Haden für das 1976 erschienene Album Closeness.
Das Werbeblatt Jazzecho notierte, Keith Jarrett und Charlie Haden zelebrieren auch auf Last Dance „die hohe Kunst des intimen Duospiels“. Für Doug Ramsey nimmt diese Duoaufnahme eine Schärfe an, die selbst über die Empathie hinausgeht, die Haden und Jarrett in den neun Standards entwickeln.
Charles Gans schrieb im Star Tribune, das Album vermittle „sowohl ein Gefühl von Freude als auch von Traurigkeit“, „Freude kommt darüber auf, diese beiden Jazzmeister zusammen in diesem relaxten, intimen Setting zu hören, in dem jeder den anderen ergänzt, unterstützt und man einander zuhört, ohne dabei irgendeine Note zu verschwenden. Die Traurigkeit resultiert aus der Tatsache, dass das Album ‚der letzte Tanz‘ dieses meisterhaften Duetts war.“

## Erfolg
Das Album erreichte unter anderem im Juli und August 2014 für zwei Monate die Spitze der deutschen Jazzcharts. 2015 erhielt Last Dance unter anderem eine Platin-Schallplatte (Jazz-Award) für über 20.000 verkaufter Einheiten in Deutschland. Das Album zählt damit zu den meistverkauften Jazzalben in Deutschland.